# Герг, Хильде
Матильде «Хильде» Герг (нем. Mathilde "Hilde" Gerg; род. 19 октября 1975, Ленгрис, Бавария) — немецкая горнолыжница, олимпийская чемпионка и чемпионка мира, победительница 20 этапов Кубка мира. Универсал, успешно выступала во всех дисциплинах горнолыжного спорта. Двоюродная сестра горнолыжницы Аннемари Герг.
В Кубке мира Герг дебютировала 17 января 1993 года, в феврале 1994 года одержала свою первую в карьере победу на этапе Кубка мира, в супергиганте. Всего имеет на своём счету 20 побед на этапах Кубка мира, большинство из которых в скоростных дисциплинах. Лучшим достижением в общем зачёте Кубка мира, является для Герг 2-е место в сезоне 1998/99. Четырежды Герг побеждала в отдельных зачётах Кубка мира, в супергиганте в сезонах 1996/97 и 2001/02 и в комбинации в сезонах 1997/98 и 1998/99.
На Олимпийских играх 1994 года в Лиллехаммере заняла 18-е место в супергиганте и 8-е место в комбинации, кроме того стартовала в гигантском слаломе и слаломе, но в обеих дисциплинах сошла с дистанции во второй попытке.
На Олимпийских играх 1998 года в Нагано завоевала золотую медаль в слаломе, опередив Дебору Компаньони всего на 0,06 сек, и бронзовую медаль в комбинации, кроме этого была 9-й в скоростном спуске, 10-й в супергиганте и 13-й в гигантском слаломе.
На Олимпийских играх 2002 года в Солт-Лейк-Сити заняла 4-е место в скоростном спуске и 5-е место в супергиганте, кроме того стартовала в комбинации, но не добралась до финиша.
За свою карьеру участвовала в шести чемпионатах мира, на которых в личных видах завоевала три бронзовые медали, а на чемпионате мира 2005 года завоевала золото в командных соревнованиях.
Использовала лыжи производства фирмы Voelkl. Завершила спортивную карьеру в 2005 году.

## Победы на этапах Кубка мира (20)
| №  | Сезон   | Дата         | Место               | Дисциплина           |
| -- | ------- | ------------ | ------------------- | -------------------- |
| 1  | 1993/94 | 6 фев 1994   | Сьерра-Невада       | Супергигант          |
| 2  | 1996/97 | 12 дек 1996  | Валь-д’Изер         | Супергигант (2)      |
| 3  | 1997/98 | 28 нояб 1997 | Маммут-Маунтин      | Параллельный слалом  |
| 4  | 1997/98 | 20 дек 1997  | Валь-д’Изер         | Комбинация           |
| 5  | 1997/98 | 11 янв 1998  | Бормио              | Слалом               |
| 6  | 1997/98 | 31 янв 1998  | Оре                 | Комбинация (2)       |
| 7  | 1998/99 | 18 дек 1998  | Вейсонна            | Скоростной спуск     |
| 8  | 1998/99 | 20 дек 1998  | Вейсонна            | Комбинация (3)       |
| 9  | 1998/99 | 2 янв 1999   | Марибор             | Супергигант (3)      |
| 10 | 2000/01 | 8 мар 2001   | Оре                 | Скоростной спуск (2) |
| 11 | 2001/02 | 15 дек 2001  | Валь-д’Изер         | Супергигант (4)      |
| 12 | 2001/02 | 11 янв 2002  | Зальбах-Хинтерглемм | Скоростной спуск (3) |
| 13 | 2001/02 | 12 янв 2002  | Зальбах-Хинтерглемм | Скоростной спуск (4) |
| 14 | 2001/02 | 25 янв 2002  | Кортина-д’Ампеццо   | Супергигант (5)      |
| 15 | 2002/03 | 29 нояб 2002 | Аспен               | Супергигант (6)      |
| 16 | 2002/03 | 6 дек 2002   | Лейк-Луиз           | Скоростной спуск (5) |
| 17 | 2003/04 | 7 янв 2004   | Кортина-д’Ампеццо   | Скоростной спуск (6) |
| 18 | 2003/04 | 11 янв 2004  | Вейсонна            | Супергигант (7)      |
| 19 | 2004/05 | 4 дек 2004   | Лейк-Луиз           | Скоростной спуск (7) |
| 20 | 2004/05 | 21 дек 2004  | Санкт-Мориц         | Супергигант (8)      |